# Вулиця Архівна (Львів)
Ву́лиця Архі́вна — вулиця у Галицькому районі міста Львова, в історичному центрі міста. Пролягає від вулиці Братів Рогатинців до Валової вулиці. До вулиці не приписано жодного будинку, уся забудова належить до сусідніх вулиць.

## Історія
Вулиця відома з кінця XVIII століття під назвами Бернардинська вища та Бернардинська поперечна. У 1871 році вулиця отримала назву Бернардинська, у 1946 році — Валова бічна. Сучасна назва — з 1993 року, пов'язана з Державним архівом Львівської області, розташованим в будівлі колишнього монастиря Бернардинів. 

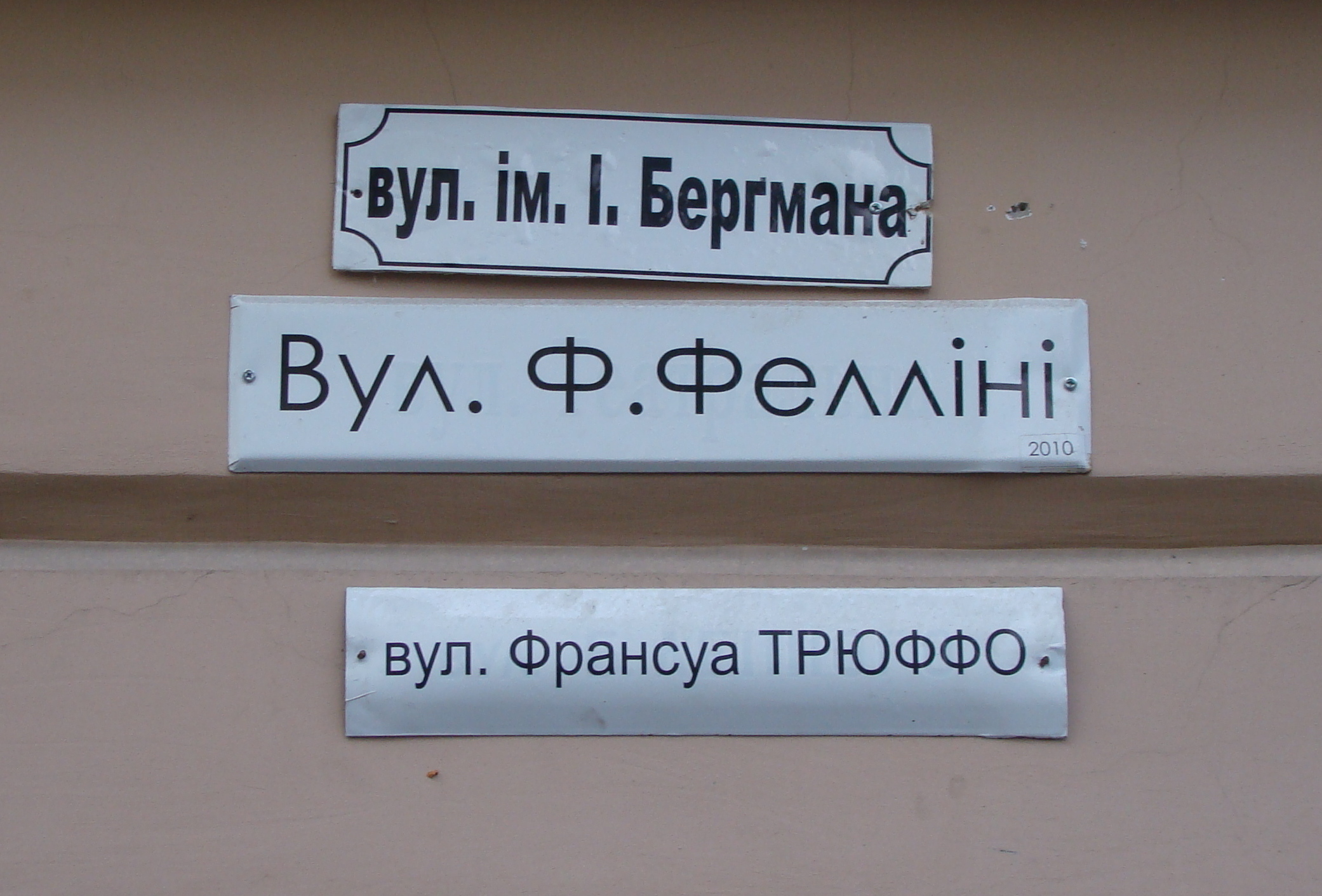
Іменні таблички на фасаді кам'яниці на вул. Братів Рогатинців, 24 (вигляд з вул. Архівної)

До вулиці Архівної не приписано жодного будинку. На вулицю бічними фасадами виходять кам'яниці під № 21 і № 23 на вул. Валовій та під № 24 та № 26 на вул. Братів Рогатинців.
З 2006 року у Львові щорічно проводиться фестиваль незалежного кіно «Кінолев». За традицією, кожного разу з-поміж видатних кінорежисерів обирають патрона фестивалю, і вулицю Архівну називають на честь цього режисера. Нині на бічних фасадах двох наріжних кам'яниць на вул. Валовій, 21 та вул. Братів Рогатинців, 24, які простягаються вздовж вулиці Архівної вміщено декілька табличок з назвами вулиці на честь відомих кінорежисерів — Берґмана, Фелліні, Трюффо, Іллєнка, Параджанова, Тарковського, Чарльза Спенсера Чапліна, які не мають відношення до офіційної назви цієї вулиці.